# トロッコ亀岡駅
トロッコ亀岡駅（トロッコかめおかえき）は、京都府亀岡市篠町山本にある嵯峨野観光鉄道嵯峨野観光線の駅。
「亀岡駅」と名乗ってはいるが、西日本旅客鉄道（JR西日本）山陰本線の亀岡駅とは約3km離れており、乗り換え駅ではない。当駅と近接している山陰本線の駅は馬堀駅である。

## 歴史
- 1991年（平成3年）4月27日：開業[1]。

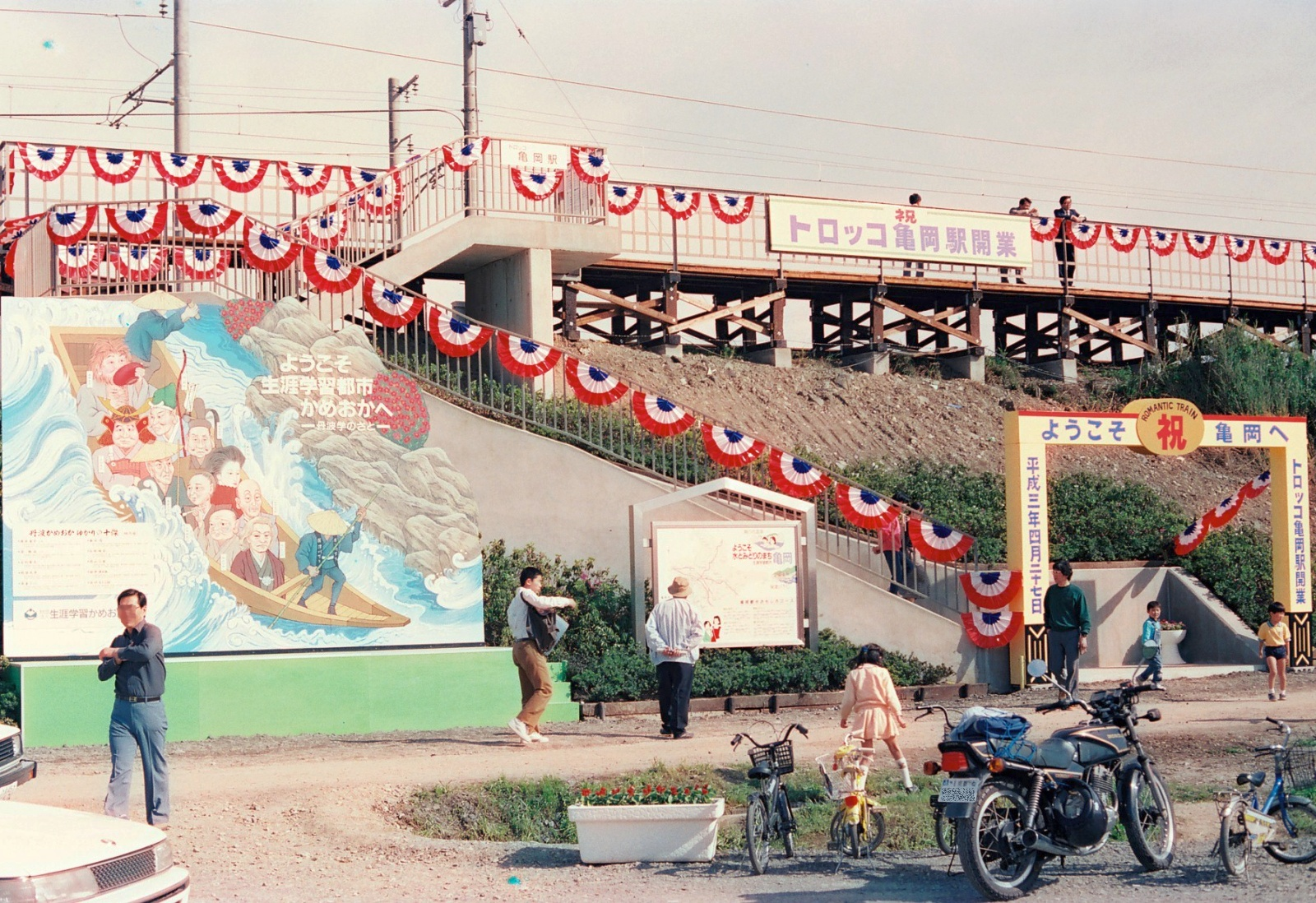
開業日の様子（1991年4月）

- 1992年（平成4年）4月24日：駅舎が完成する[2]。

## 駅構造
単式ホーム1面1線の高架駅。築堤上にあるため、以前は道路から駅舎へ向かうには階段を昇る必要があったが、2009年1月からの運休期間中に道路から駅舎を経由せず直接ホームに至る、車椅子等専用のスロープが設置された。
駅舎は1992年（平成4年）に建設された鉄骨造2階建てで、内外装に杉を使用しておりログハウス風としている。

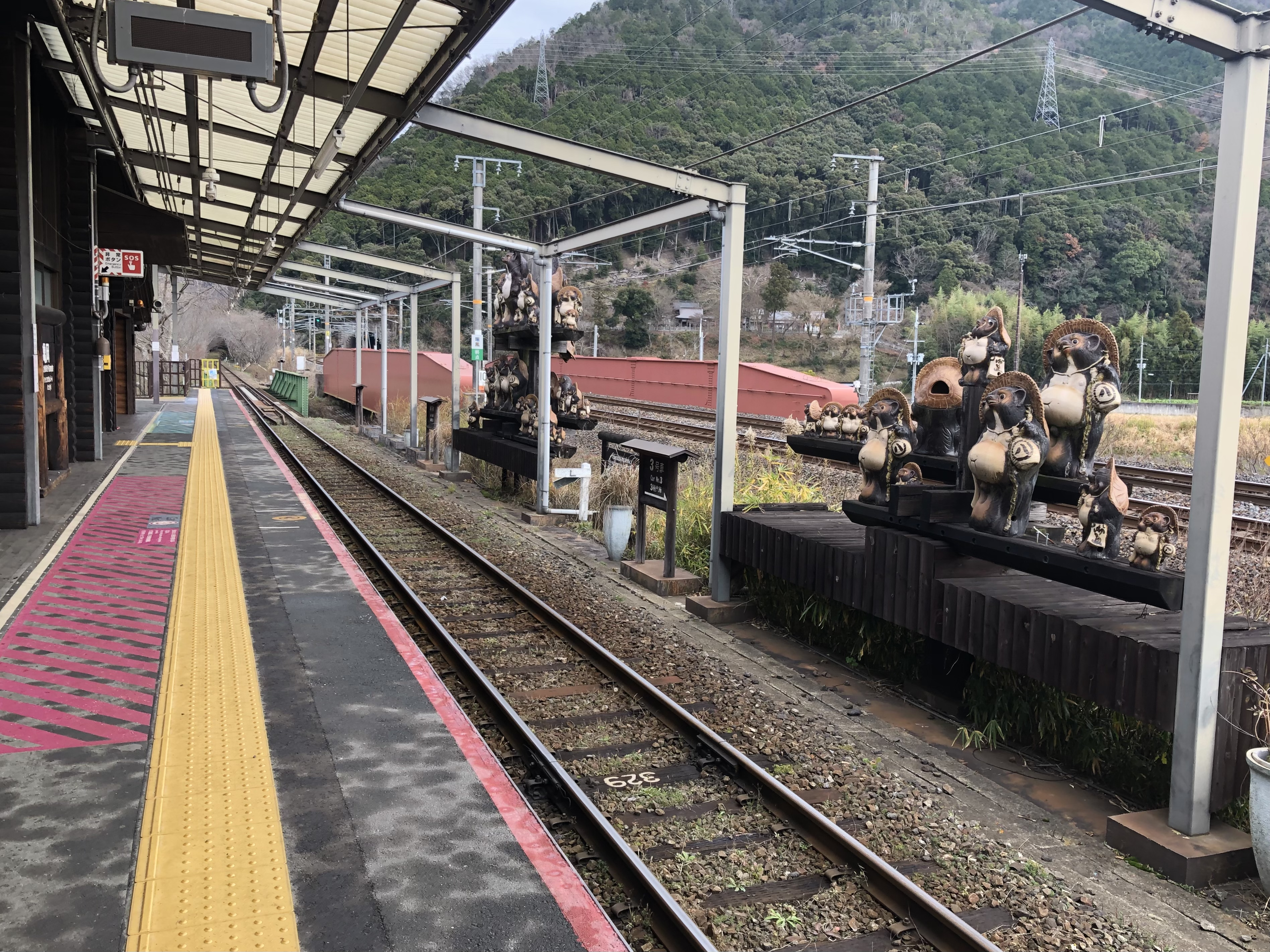
ホーム（2021年12月）

## 駅周辺
- JR西日本山陰本線（嵯峨野線）馬堀駅 - 当駅から線路沿いに西方徒歩10分（500メートル）。
- 亀岡市立病院
- 瀬尾医院
- 亀岡市立安詳小学校
- 鵜川
- 京阪京都交通「トロッコ亀岡駅」停留所 - 39系統：保津川乗船所前行き（片方向のみ。保津川下り運休日は全便運休[3]）

## 隣の駅
嵯峨野観光鉄道
■嵯峨野観光線
トロッコ保津峡駅 - トロッコ亀岡駅